# Jack Orlando (Computerspiel)
Jack Orlando ist der Held des gleichnamigen 2D-Point-and-Click-Adventures der polnischen Entwicklungsfirma Toontraxx, produziert von Zuxxez Entertainment, und wird vertrieben von TopWare Interactive beziehungsweise in der Director’s-Cut-Version von JoWooD.

## Handlung
Jack Orlando spielt in einer amerikanischen Großstadt der 1930er-Jahre. Heruntergekommene Seitenstraßen sowie pulsierende Nachtclubs der edleren Gesellschaft bestimmen das Bild. Der erfolglose und alkoholabhängige Privatdetektiv Jack Orlando wacht nach durchzechter Nacht neben der Leiche eines hochrangigen Militärs auf und wird kurz darauf verhaftet. Er kann den zuständigen Polizeiinspektor jedoch dazu überreden, ihm 48 Stunden zu gewähren, um seine Unschuld zu beweisen.

## Spielprinzip
Jack Orlando ist ein 2D Adventure im Comicstil, das im Airbrush-Verfahren gezeichnet wurde. Dialoge laufen nach dem Single-Choice-Verfahren ab.

## Entwicklungs- und Veröffentlichungsgeschichte
Musikalisch untermalt wird das Spiel mit Jazzmusik, die von Harold Faltermeyer produziert wurde. Der Hauptdarsteller wurde von Reent Reins vertont, der deutschen Synchronstimme von Don Johnson.

### Director’s Cut
Der im Jahre 2001 veröffentlichte „Director’s Cut“ bietet zusätzliche Orte und Rätsel. Außerdem kann man hier zwischen den Schwierigkeitsgraden „Normal“ und „Leicht“ wählen, wodurch im leichten Schwierigkeitsgrad dann einige Rätsel wegfallen und/oder die Handlung anders verläuft. Dieser stellt die am weitesten verbreitete Version des Spieles dar, was wahrscheinlich auch an der besseren Vermarktung durch JoWood liegt. Trotzdem ist der Titel an sich relativ unbekannt. Insgesamt wurden deutschlandweit über 68.000 Einheiten abgesetzt.

## Rezeption
Das deutsche Printmagazin PC Joker lobte Handlung und Charaktere als authentisch; die „leicht depressive“ Atmosphäre des Vorkriegs-Amerikas sei gut eingefangen. Auch das Preis-Leistungs-Verhältnis und die deutsche Vertonung wurden lobend hervorgehoben.  Redakteur Joachim Nettelbeck kritisierte die „nicht sehr geschmeidigen“ Animationen sowie Logiklücken im Plot. So sei nicht immer ersichtlich, warum sich der Spieler an einen bestimmten neuen Ort begeben müsse. In Summe könne das Spiel dennoch „wärmstens empfohlen werden“.